# استخلاص
الاستخلاص  في الكيمياء هي عملية كيميائية من عمليات الفصل، والتي يستخدم فيها ما يسمى باسم عامل استخلاص أو المستخلِص (الذي يمكن أن يكون في الحالة الغازية أو السائلة أو الصلبة أو الحالة فوق الحرجة)، بإجراء عملية فصل انتقائية لمكوّن أو أكثر ضمن مزيج (و(الذي يمكن أن يكون في الحالة الغازية أو السائلة أو الصلبة). يسمى ناتج عملية الاستخلاص باسم المستخلَص (وأحياناً بالاسم الشائع خلاصة).
غالباً ما يؤدي رفع درجة الحرارة أو الضغط إلى زيادة انحلالية المواد المراد استخلاصها.

## أمثلة
من الأمثلة الشائعة لعملية الاستخلاص استعمال المذيبات من أجل إذابة (أو حل) المواد المراد استخلاصها من المزائج.
هناك المذيبات اللاعضوية مثل الماء أو بخار الماء والأحماض والقواعد وثنائي أكسيد الكربون فوق الحرج. كما أن هناك المذيبات العضوية مثل الكحولات والإيثرات والزيوت النباتية ومركبات الكلور العضوية والهيدروكربونات مثل الهكسان.

## الأنواع
يمكن التمييز بين أنواع عدة من الاستخلاص.
- استخلاص سائل-صلب : وفيه يكون عامل الاستخلاص عبارة عن مادة سائلة من أجل استخلاص مواد من مزيج صلب.
- استخلاص صلب-سائل : وفيه يكون عامل الاستخلاص عبارة عن مادة صلبة من أجل استخلاص مواد من مزيج سائل.
- استخلاص سائل-سائل : وفيه يكون عامل الاستخلاص عبارة عن مادة سائلة من أجل استخلاص مواد من مزيج سائل.
- استخلاص سائل-غاز : وفيه يكون عامل الاستخلاص عبارة عن مادة سائلة من أجل استخلاص مواد من مزيج غازي.
- استخلاص غاز-سائل : وفيه يكون عامل الاستخلاص عبارة عن مادة غازية من أجل استخلاص مواد من مزيج سائل.